# La chiusa
La chiusa (The Weir) è un’opera teatrale del drammaturgo irlandese Conor McPherson, debuttata a Londra nel 1997. Dopo aver vinto il Laurence Olivier Award alla migliore nuova opera teatrale alla prima londinese, la pièce ha goduto di successo internazionale in produzioni negli Stati Uniti, Irlanda, Germania, Italia, Repubblica Ceca, Slovenia, Australia e Canada.

## Trama
L’opera inizia in un pub dell’Irlanda rurale, con Brendan, il bairsta, e Jack, il meccanico. I due parlano della loro giornata e a loro si unisce presto Jim, l’assistente di Jack; i tre cominciano a parlare di Valerie, una bella giovane di Dublino che ha appena affittato una casa in zona. Finbar, un uomo d’affari, entra nel locale con Valerie e tutti i presenti cominciano a scherzare e ricordare persone e fatti del luogo. Ognuno poi racconta una storia terrificante legata al luogo, aneddoti e racconti che affondano le radici nel folklore irlandese. Anche Valerie racconta una storia, la sua, una storia triste e con una svolta paranormale. Tutti sono colpiti dal racconto della donna, indubbiamente vera, e sperano che per due dei personaggi ci possa essere un lieto fine. Ad uno ad uno, tutti i clienti lasciano il pub e, rimasto solo con Valerie, anche Jack racconta una storia, non paranormale, ma sicuramente inquietante.

## Personaggi
- Jack, cinquant’anni, proprietario di un garage e meccanico
- Brendan, proprietario del bar, sui trent’anni
- Jim, assistente quarantenne di Jack
- Finbar Mack, uomo d’affari sui quaranta
- Valerie, trentenne dublinese

## Produzioni
La pièce debuttò il 4 luglio 1997 al Royal Court Theatre di Londra con il cast composto da Dermot Crowley (Finbar), Kieran Ahern (Jim), Jim Norton (Jack), Brendan Coyle (Brendan) e Michelle Fairley (Valerie). La pièce vinse il Laurence Olivier Award alla migliore nuova opera teatrale. Due anni dopo debuttò a Broadway con lo stesso cast.
La chiusa debuttò in Italia nel 2006 in uno breve tour italiano diretto da Valerio Binasco ed interpretato da Ugo Maria Morosi, Lisa Galantini, Davide Lorino ed Enzo Paci. Nel 2013 la pièce tornò sulle scene londinesi con Brian Cox, Peter McDonald e Dervla Kirwan. Il dramma andò in scena al Teatro Stabile di Genova e al Teatro India di Roma.